# Helmuth Markov

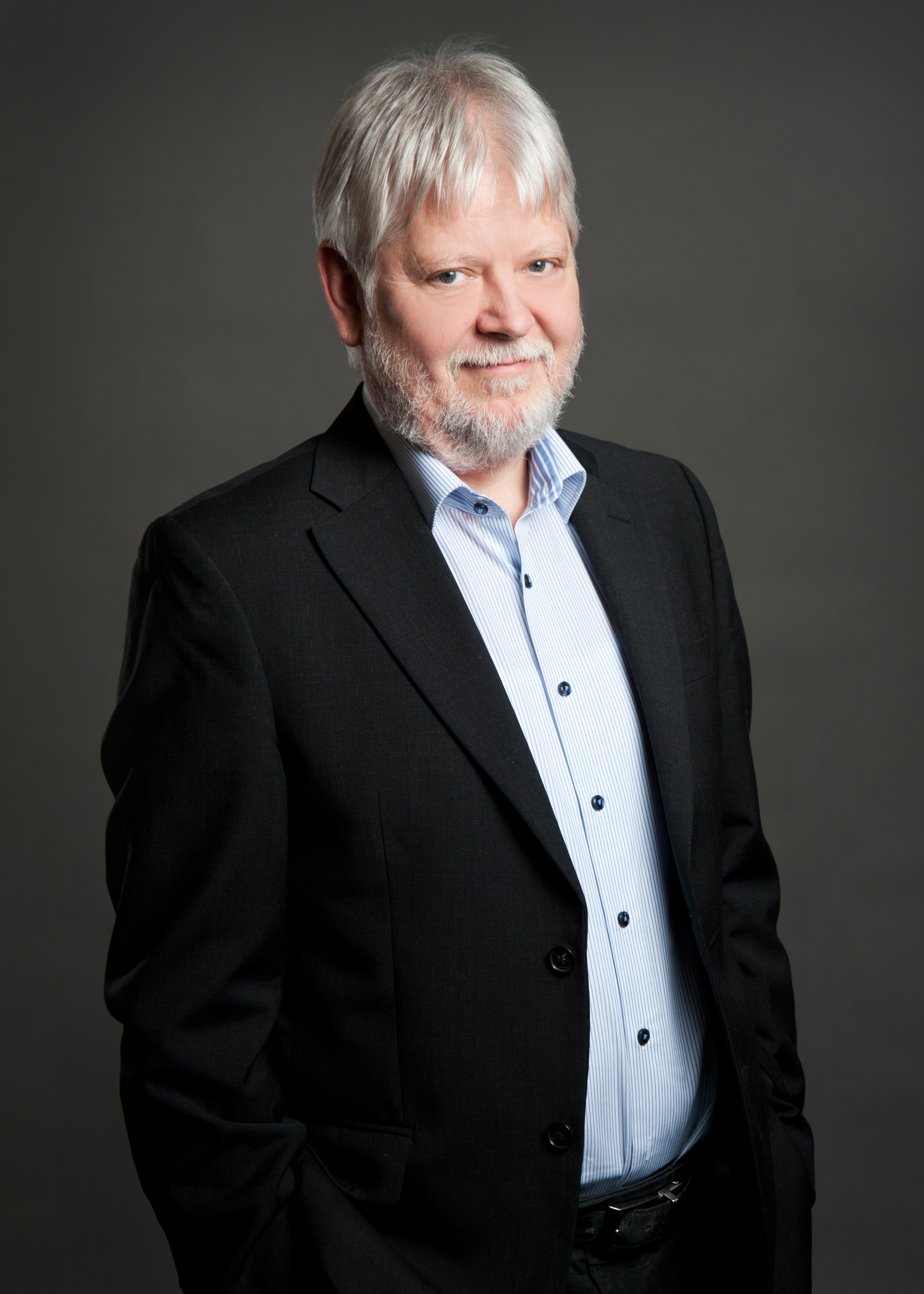
Helmuth Markov

Helmuth Markov (* 5. Juni 1952 in Leipzig) ist ein deutscher Politiker (Die Linke) und war von 1999 bis 2009 Mitglied des Europäischen Parlaments. Von November 2009 bis November 2014 war er stellvertretender Ministerpräsident, bis Januar 2014 Finanzminister und danach bis zu seinem Rücktritt im April 2016 Justizminister des Landes Brandenburg.

## Leben und Beruf
Helmuth Markov ist der Sohn des deutschen Historikers Walter Markov (1909–1993).
Nach dem Abitur mit Berufsausbildung zum Buchhändler 1970 absolvierte Markov ein Ingenieur-Studium am Polytechnischen Institut in Kiew, welches er 1976 als Diplomingenieur für elektrische Antriebe und Automatisierung von Industrieanlagen beendete. Danach war er als Mitarbeiter im Internationalen Lizenzhandel und von 1978 bis 1990 als Abteilungsleiter für Forschung und Entwicklung elektrotechnischer Anlagen im VEB Lokomotivbau Elektrotechnische Werke (LEW) Hennigsdorf tätig. 1984 erfolgte seine Promotion zum Doktoringenieur.
Von 1990 bis 2002 war Markov Geschäftsführer der Eltese GmbH Stolpe und von 1998 bis 2004 Geschäftsführer der LE-W Warmwassersysteme GmbH Hennigsdorf.
Außerdem ist Helmuth Markov Judotrainer beim Hennigsdorfer Judoverein.
Helmuth Markov ist verheiratet und hat drei Kinder.

## Partei
Markov wurde 1973 Mitglied der SED und war von 1993 bis 1995 Vorsitzender des PDS-Landesverbandes Brandenburg.

## Abgeordneter
Von 1990 bis 1999 gehörte Markov dem Landtag von Brandenburg an.
Ab der Europawahl 1999 war er Mitglied des Europäischen Parlaments. Hier war er Schatzmeister der GUE/NGL-Fraktion. Er war seit dem 1. Februar 2007 Vorsitzender des Ausschusses für internationalen Handel, stellvertretendes Mitglied im Ausschuss für Verkehr und Fremdenverkehr sowie Mitglied im nichtständigen Ausschuss zu den politischen Herausforderungen und Haushaltsmitteln der erweiterten Union 2007–2013. Außerdem war er Mitglied der Delegationen für die Beziehungen zur Ukraine sowie zu Moldawien.

## Minister in Brandenburg
Markov wurde am 6. November 2009 als Nachfolger von Rainer Speer zum Minister der Finanzen und zum stellvertretenden Ministerpräsidenten des Landes Brandenburg ernannt. Markov war damit der erste Finanzminister in Deutschland, der Mitglied der Partei Die Linke ist.
Markovs zentrale Aufgabe als Finanzminister bestand in der Konsolidierung des brandenburgischen Landeshaushalts, d. h. der Reduzierung der Netto-Kreditaufnahme. Als Politiker der Linken stand er hierbei vor der Herausforderung, einerseits die Ausgaben des Landes nachhaltig zu senken, wozu insbesondere auch eine drastische Reduzierung des Personalbestandes in der Landesverwaltung gehört, andererseits eine Finanzpolitik zu machen, die noch erkennen lässt, dass sie von einem Politiker der Linken verantwortet wird.
Hinsichtlich der Reduzierung des Personalbestandes hat Markov mit der Fortschreibung der Personalbedarfsplanung den Weg gewählt, neben Einsparzielen auch erstmals seit 10 Jahren einen Einstellungskorridor für Nachwuchskräfte für die allgemeine nichttechnische Landesverwaltung vorzusehen.
Seit dem 25. März 2011 ist er einer von vier Vertretern des Landes Brandenburg im Aufsichtsrat der Flughafen Berlin Brandenburg GmbH.
Am 16. Dezember 2013 gab die Partei Die Linke bekannt, dass Markov die Nachfolge des kurz zuvor zurückgetretenen Justizministers Volkmar Schöneburg antreten werde. Am 21. Januar 2014 wurde er vom Ministerpräsidenten ernannt und legte am Folgetag vor dem Landtag seinen Amtseid ab.
Nach der Landtagswahl 2014 wurde er am 5. November 2014 zum Minister der Justiz und für Europa und Verbraucherschutz ernannt. Mit der Neubildung der Landesregierung wurden die Fachbereiche Europa und Verbraucherschutz in das Justizministerium integriert. Das Amt des stellvertretenden Ministerpräsidenten übernahm Christian Görke.
Am 22. April 2016 trat Helmuth Markov wegen einer Dienstwagenaffäre zurück. Während der Zeit als Finanzminister und stellvertretender Ministerpräsident hatte er im Sommer 2010 einen Transporter des Landesfuhrparks privat genutzt, um sein Motorrad in die Werkstatt zu bringen. Obwohl die Benutzung des Dienstfahrzeuges durch ihn juristisch nicht zu beanstanden war, wurden deswegen moralische Vorwürfe erhoben, denen er sich als Minister nicht weiter aussetzen wollte.
Siehe auch: Kabinett Platzeck III und Kabinett Woidke I